# Trypanosoma grosi
Trypanosoma grosi – kinetoplastyd z rodziny świdrowców należący do królestwa protista.
Pasożytuje w osoczu krwi myszy zaroślowej (Apodemus sylvaticus), myszy polnej (Apodemus agrarius), Apodemus peninsulae, Apodemus speciosus. Pasożyt ten jest przenoszony przez muchy Amalaraeus penicilliger mustalae.